# Ginsiana
Ginsiana is een geslacht van vliesvleugeligen uit de familie Encyrtidae. De wetenschappelijke naam van dit geslacht is voor het eerst geldig gepubliceerd in 1955 door Erdös & Novicky.

## Soorten
Het geslacht Ginsiana omvat de volgende soorten:
- Ginsiana arbuticola (Gahan & Waterston, 1926)
- Ginsiana boharti Gordh & Trjapitzin, 1981
- Ginsiana carpetana (Mercet, 1921)
- Ginsiana gracilicornis Szelényi, 1972
- Ginsiana longicornis Trjapitzin, 1969
- Ginsiana mediocris Hoffer, 1970
- Ginsiana obscura Erdös & Novicky, 1955
- Ginsiana praepannonica (Erdös, 1957)
- Ginsiana richardsi (Barron, 1970)
- Ginsiana sejuncta Sharkov, 1995
- Ginsiana vectius (Walker, 1847)